# Les Canta-ranes
Les Canta-ranes és una muntanya de 236 metres que es troba entre els municipis de la Torre de l'Espanyol i Vinebre, a la comarca catalana de la Ribera d'Ebre.